# Westeuropaliga 2015/2016 (Dressurreiten)
Die Westeuropaliga des FEI-Weltcups Dressurreiten 2015/2016 (Reem Acra FEI World Cup™ Dressage 2015–2016, Western European League) war die 31. Saison der west- und mitteleuropäischen Liga des FEI-Weltcups der Dressurreiter. Der Weltcup gilt im Bereich der Westeuropaliga als wichtigste Turnierserie in der Hallensaison.

## Ablauf der Turnierserie
Die Saison 2015/2016 umfasste wie die Vorsaison neun Etappen. Neu dabei war eine Wertungsprüfung bei den Amadeus Horse Indoors in Salzburg, in Göteborg fand an Stelle einer Station der Westeuropaliga das Weltcupfinale statt. Alle Turniere der Westeuropaliga waren als CDI ausgeschrieben. Sie wurden mit dem Zusatz -W (also CDI-W) gekennzeichnet, um sie als Weltcupturniere kenntlich zu machen.
Die Saison begann mit ihrer ersten Wertungsprüfung am 18. Oktober, die Schlussetappe wurde am 13. März ausgerichtet. Die besten neun Reiter der Westeuropaliga sowie eventuelle Zusatzteilnehmer („extra competitors“) qualifizierten sich für das Weltcupfinale 2016. Zum sechsten Mal Hauptsponsor der Westeuropaliga und des Weltcupfinals war die Modedesignerin Reem Acra.
Der Aufbau der Wertungsprüfungen war im Vergleich zu den Vorjahren unverändert, ein Grand Prix de Dressage diente als Einlaufprüfung für die Grand Prix Kür. Während in den Vorjahren am Grand Prix nur 15 Teilnehmer starten durften und diese sich alle, soweit sie die Prüfung beendeten, für die Kür qualifizierten, wurde das Teilnehmerfeld erweitert: Am Grand Prix durften mehr als 15 Reiter antreten, die 15 bestplatzierten Teilnehmer dieser Prüfung qualifizierten sich für die Grand Prix Kür.

## Medien
Die FEI übertrug die Weltcupprüfungen der Westeuropaliga kostenpflichtig über ihr Internet-Portal FEI TV. Europaweit zeigte Eurosport 1 halbstündige Zusammenfassungen von mehreren Wertungsprüfungen.

## Die Prüfungen

### 1. Prüfung: Odense
Erneut war das Weltcupturnier im dänischen Odense der Auftakt zur Westeuropaliga. Das über zwei Wochenenden laufende Turnier fand vom 8. bis 18. Oktober 2015 statt.
Am Grand Prix nahmen 20 Starterpaare teil. Mit einem Ergebnis von über 66 Prozent qualifizierten sich die Reiter für die Grand Prix Kür der besten 15 Teilnehmer. Die Weltcupkür wurde am Nachmittag des 18. Oktober durchgeführt. Keiner der Reiter kam in der Kür auf ein Ergebnis von 80 Prozent. Es siegte wie im Vorjahr Edward Gal, mit dem 13-jährigen Hengst Voice kam er auf ein Ergebnis von 78,8 Prozent.
|   | Reiter                 | Pferd        | Prozent  | Wertungs- punkte |
| - | ---------------------- | ------------ | -------- | ---------------- |
| 1 | Edward Gal             | Voice        | 78,800 % | 20               |
| 2 | Anna Kasprzak          | Donnperignon | 77,100 % | 17               |
| 3 | Agnete Kirk Thinggaard | Jojo         | 76,250 % | 15               |

(Plätze eins bis drei von insgesamt 15 Teilnehmern)

### 2. Prüfung: Lyon
Das Weltcupturnier von Lyon, die Equitá, fand im Jahr 2015 vom 28. Oktober bis 1. November in der Eurexpo statt.
Am Grand Prix nahmen 15 Reiter teil, so dass sich alle Starter auch für die Weltcupkür qualifizierten. Bei ihrem ersten Turnier seit den Europameisterschaften dominierten Beatriz Ferrer-Salat und Delgado, sie gewannen sowohl den Grand Prix als auch die Grand Prix Kür. Ebenso wie Ferrer-Salat kam auch Patrik Kittel auf ein Ergebnis von 80 Prozent, mit Deja kam er auf den zweiten Rang. Die Kürprüfung von Lyon war mit 50.000 € dotiert.
|   | Reiter               | Pferd          | Prozent  | Wertungs- punkte |
| - | -------------------- | -------------- | -------- | ---------------- |
| 1 | Beatriz Ferrer-Salat | Delgado        | 82,875 % | 20               |
| 2 | Patrik Kittel        | Deja           | 81,175 % | 17               |
| 3 | Fabienne Lütkemeier  | D'Agostino FRH | 79,850 % | 15               |

(Plätze eins bis drei von insgesamt 15 Teilnehmern)

### 3. Prüfung: Stuttgart
Im Rahmen des Turniers Stuttgart German Masters wurde erneut die erste von zwei deutschen Wertungsprüfungen der Westeuropaliga ausgetragen. Das Turnier wurde vom 18. bis 22. November 2015 durchgeführt.
Im Grand Prix am Freitagvormittag (22. November) waren 19 Paare am Start, Reiter mit einem Ergebnis von über 69 Prozent zogen in die Grand Prix Kür der besten 15 Teilnehmer ein. In dieser Prüfung am Samstagnachmittag ging der Sieg wie bereits in Lyon an Beatriz Ferrer-Salat und Delgado. Ihr knapp auf den Fersen und von einem Richter sogar auf den ersten Platz gesetzt, folgte Isabell Werth mit Don Johnson FRH auf dem zweiten Rang. Mit einer neuen Kür am Start war Jessica von Bredow-Werndl mit Unee. Ihr Ritt zeigte noch nicht die letzte Harmonie mit der Musik, kamen dennoch auf eine gute Note in der Endwertung. Nur knapp ein Ergebnis von 80 Prozent verpassten die Sieger des Vorjahres, Fabienne Lütkemeier und D'Agostino FRH, mit 79,900 Prozent auf den vierten Rang.
|   | Reiter                    | Pferd           | Prozent  | Wertungs- punkte |
| - | ------------------------- | --------------- | -------- | ---------------- |
| 1 | Beatriz Ferrer-Salat      | Delgado         | 83,300 % | 20               |
| 2 | Isabell Werth             | Don Johnson FRH | 82,975 % | 17               |
| 3 | Jessica von Bredow-Werndl | Unee BB         | 80,150 % | 15               |

(Plätze eins bis drei von insgesamt 15 Teilnehmern)

### 4. Prüfung: Stockholm
In der Friends Arena in Stockholm wurde vom 27. bis 29. November 2015 das zweite skandinavische Weltcupturnier der Westeuropaliga ausgerichtet, die Sweden International Horse Show.
Im Grand Prix gingen in Stockholm 20 Reiter mit ihren Pferden an den Start. Mit einem Ergebnis von über 66,5 Prozent qualifizierten sich die 15 besten Teilnehmer für die Grand Prix Kür, die am Nachmittag des 29. Novembers durchgeführt wurde. Mit fast zwei Prozent Vorsprung in der Kür siegte Hans Peter Minderhoud mit dem 14-jährigen Fuchs Flirt, der ihm von Gaston Glock zur Verfügung gestellt wird. Der in Deutschland lebende Schwede Patrik Kittel kam mit dem 16-jährigen Hengst Scandic auf den zweiten Rang.
|   | Reiter                | Pferd    | Prozent  | Wertungs- punkte |
| - | --------------------- | -------- | -------- | ---------------- |
| 1 | Hans Peter Minderhoud | Flirt    | 80,950 % | 20               |
| 2 | Patrik Kittel         | Scandic  | 79,100 % | 17               |
| 3 | Adelinde Cornelissen  | Parzival | 78,775 % | 15               |

(Plätze eins bis drei von insgesamt 15 Teilnehmern)

### 5. Prüfung: Salzburg
Mit der Saison 2015/2016 bekam auch Österreich eine Etappe der Westeuropaliga. Nachdem bereits seit dem Jahr 2012 im Rahmen der Amadeus Horse Indoors ein CDI 5* ausgeschrieben war, war das Salzburger Turnier zum zehnjährigen Turnierjubiläum im Jahr 2015 erstmals ein Dressur-Weltcupturnier. Die Veranstaltung wurde vom 3. bis 6. Dezember 2015 in der Salzburgarena durchgeführt.
Im Grand Prix am Vormittag des 5. Dezembers umfasste das Starterfeld 15 Reiter, die sich somit alle für die Grand Prix Kür am nachfolgenden Tag qualifizierten. Nachdem Isabell Werth mit Don Johnson FRH im Grand Prix nur knapp vor Edward Gal und Voice siegte, gewann sie die Kür mit über drei Prozent Vorsprung. Für Don Johnson FRH war das Ergebnis von 84,125 Prozent das Bestergebnis seiner bisherigen Laufbahn bei internationalen Prüfungen. Beste österreichische Teilnehmerin war Victoria Max-Theurer, die mit der 13-jährigen Stute Blind Date auf den fünften Platz kam (78,350 Prozent). Das Preisgeld der Prüfung betrug 50.000 Euro.
|   | Reiter                    | Pferd           | Prozent  | Wertungs- punkte |
| - | ------------------------- | --------------- | -------- | ---------------- |
| 1 | Isabell Werth             | Don Johnson FRH | 84,125 % | 20               |
| 2 | Edward Gal                | Voice           | 80,900 % | 17               |
| 3 | Jessica von Bredow-Werndl | Unee BB         | 80,075 % | 15               |

(Plätze eins bis drei von insgesamt 15 Teilnehmern)

### 6. Prüfung: London
Den Jahresabschluss der Westeuropaliga bildete kurz vor Weihnachten die Olympia London International Horse Show. Das Turnier wurde vom 15. bis 21. Dezember 2015 ausgetragen, die Dressurprüfungen fanden traditionell an den ersten beiden Turniertagen statt. Im Grand Prix am 15. Dezember waren 16 Reiter am Start, für den Einzug in die Kür der besten 15 Teilnehmer reichte ein Ergebnis von 64 Prozent. In der Grand Prix Kür war nach drei Jahren Dominanz Charlotte Dujardin nicht mit Valegro, sondern mit Uthopia am Start. Auch mit diesen kam sie auf ein Ergebnis von über 82 Prozent und damit auf den zweiten Platz. Der Sieg ging jedoch an ihren Lehrmeister und ehemaligen Reiter von Uthopia, Carl Hester, der mit dem 11-jährigen Nip Tuck von drei der fünf Richter die beste Bewertung erhielt und mit 83,750 Prozent klar siegte. Die 27-jährige Britin Lara Griffith kam mit Rubin Al Asad auf den vierten Rang, mit 78,025 Prozent erreichte sind ihr bisher bestes internationales Ergebnis.
|   | Reiter                | Pferd    | Prozent  | Wertungs- punkte |
| - | --------------------- | -------- | -------- | ---------------- |
| 1 | Carl Hester           | Nip Tuck | 83,750 % | 20               |
| 2 | Charlotte Dujardin    | Uthopia  | 82,550 % | —                |
| 3 | Hans Peter Minderhoud | Flirt    | 80,975 % | 17               |

(Plätze eins bis drei von insgesamt 15 Teilnehmern)

### 7. Prüfung: Amsterdam
Das erste Weltcupturnier der Westeuropaliga im Jahr 2016 war das Hallenreitturnier von Amsterdam, genannt Jumping Amsterdam. Die Veranstaltung fand vom 29. bis 31. Januar 2016 statt, die Grand Prix Kür wurde am Nachmittag des 30. Januar durchgeführt.
Im Grand Prix einen Tag zuvor war die Entscheidung um den Sieg äußerst knapp, nur ein Prozent lag im Endergebnis zwischen dem ersten und dem vierten Platz. Das Starterfeld in dieser Prüfung umfasste 22 Reiter und war damit das bisher größte der Saison. Entsprechend hoch waren die Anforderungen für den Einzug in die Grand Prix Kür, nur Reiter mit einem Ergebnis von über 70 Prozent schafften es in die Kür der besten 15 Teilnehmer.
Die 11-jährige Stute Weihegold OLD bestritt in Amsterdam ihre erste Grand Prix Kür überhaupt. Um dem Pferd Sicherheit für diese Aufgabe zu geben, wurde sie von der weltcuperfahrenen Isabell Werth (statt von Weihegolds Stammreiterin, Werths Bereiterin Beatrice Buchwald) geritten. Nachdem sie im Grand Prix auf den fünften Platz gekommen waren, wurde das Paar in der Kür von den Richtern in den Einzellektionen mehrfach mit der Wertnote neun bewertet und kamen im Endergebnis aller Richter auf 83,450 Prozent. Dieses Ergebnis brachte ihnen den Sieg in der Prüfung. Diese Führung war knapp, mit nur 0,1 Prozent Abstand folgte auf dem zweiten Platz Jessica von Bredow-Werndl mit dem 15-jährigen Hengst Unee. Bester Niederländer wurde Diederik van Silfhout auf Arlando auf dem dritten Platz, noch vor der Vorjahressiegerin Charlotte Dujardin, die hier wie bereits in London Uthopia ritt (vierter Platz mit 82,375 Prozent).
Die Grand Prix Kür war hochklassig besetzt, auch noch auf dem fünften und sechsten Platz kamen Ritte mit über 80 Prozent. Das Siegerpaar des Grand Prix, Edward Gal und Voice, kam mit 82,100 Prozent auf Rang sechs.
|   | Reiter                    | Pferd         | Prozent  | Wertungs- punkte |
| - | ------------------------- | ------------- | -------- | ---------------- |
| 1 | Isabell Werth             | Weihegold OLD | 83,450 % | 20               |
| 2 | Jessica von Bredow-Werndl | Unee BB       | 83,350 % | 17               |
| 3 | Diederik van Silfhout     | Arlando       | 82,750 % | 15               |

(Plätze eins bis drei von insgesamt 15 Teilnehmern)

### 8. Prüfung: Neumünster
Im Rahmen des VR Classics fand die zweite deutsche Etappe der Westeuropaliga statt. Das in Neumünster ausgerichtete Turnier wurde vom 18. bis 21. Februar 2016 in den Holstenhallen durchgeführt.
Das Starterfeld im Grand Prix übertraf zahlenmäßig nochmals Amsterdam, es traten 28 Reiter mit ihren Pferden an. Die besten 15 Teilnehmer kamen hier alle auf ein Ergebnis von über 68 Prozent. In der Grand Prix Kür, die am Vormittag des letzten Turniertages ausgetragen wurde, war Isabell Werth nochmals mit Weihegold OLD am Start. Nachdem das Paar den Grand Prix bereits mit fast fünf Prozent Vorsprung gewonnen hatten, gelang ihnen auch in der Kür ein klarer Sieg. Auch der zweite Platz war mit demselben Paar wie in Amsterdam belegt: Jessica von Bredow-Werndl und Unee BB kamen auf 80,900 Prozent. Mit ihrem inzwischen 19-jährigen Erfolgspferd Parzival kam Adelinde Cornelissen noch auf 78,775 Prozent, was ihr den dritten Platz einbrachte.
|   | Reiter                    | Pferd         | Prozent  | Wertungs- punkte |
| - | ------------------------- | ------------- | -------- | ---------------- |
| 1 | Isabell Werth             | Weihegold OLD | 84,600 % | 20               |
| 2 | Jessica von Bredow-Werndl | Unee BB       | 80,900 % | 17               |
| 3 | Diederik van Silfhout     | Arlando       | 78,775 % | 15               |

(Plätze eins bis drei von insgesamt 15 Teilnehmern)

### 9. Prüfung: ’s-Hertogenbosch
Das Turnier Indoor Brabant bildete den Saisonabschluss der Westeuropaliga 2015/2016. Ausgetragen wurde die Reitsportveranstaltung im niederländischen ’s-Hertogenbosch vom 10. bis 13. März 2016.
Im Vorfeld mussten mit Edward Gal, Fabienne Lütkemeier (beide aufgrund einer Sturzverletzung) und Isabell Werth (Verletzung des Pferdes) gleich auf mehrere hocherfolgreiche Reiter auf die Teilnahme verzichten. In der Weltcuptour (Indoor Brabant umfasste neben dem CDI-W auch einen CDI 4*, ebenfalls mit Grand Prix und Grand Prix Kür) waren 15 Reiter am Start. Nachdem Luis Principe seinen Start kurz vor dem Grand Prix zurückgezogen hatte, waren auch in der Weltcupkür nur 14 Teilnehmer am Start. Der Sieg ging hier mit 81,775 Prozent an Hans Peter Minderhoud und den 15-jährigen Fuchs Flirt. Der dunkelbraune KWPN-Hengst Arlando kam mit seinem Reiter Diederik van Silfhout auf 80,150 Prozent. Nach ihren Siegen in Lyon und Stuttgart erreichten Beatriz Ferrer-Salat und Delgado in ’s-Hertogenbosch den dritten Platz.
|   | Reiter                | Pferd   | Prozent  | Wertungs- punkte |
| - | --------------------- | ------- | -------- | ---------------- |
| 1 | Hans Peter Minderhoud | Flirt   | 81,775 % | 20               |
| 2 | Diederik van Silfhout | Arlando | 80,150 % | 17               |
| 3 | Beatriz Ferrer-Salat  | Delgado | 79,325 % | 15               |

(Plätze eins bis drei von insgesamt 15 Teilnehmern)

## Gesamtwertung
Anhand der Gesamtwertung wurde ermittelt, welche neun Reiter aus den Staaten im Bereich der Westeuropaliga sich für das Finale qualifizieren. Hierbei zählten nur die besten vier Platzierungen eines Reiter für das Gesamtklassement.
Zudem konnten sich weitere Reiter aus anderen Staaten über die Westeuropaliga für das Weltcupfinale qualifizieren, soweit sie in Mittel- / Westeuropa wohnhaft sind.
Die Reiter hatten die Möglichkeit, in der Zentraleuropaliga und in der Nordamerikaliga des Dressur-Weltcups Punkte zu sammeln (siehe „weitere“ in der nachfolgenden Tabelle). Charlotte Dujardin war als Weltcupsiegerin der Vorsaison für das Finale vorqualifiziert, konnte daher in dieser Saison keine Wertungspunkte sammeln.
|    | Reiter                    | Odense | Lyon | Stuttgart | Stockholm | Salzburg | London | Amsterdam | Neumünster | ’s-Hertogen- bosch | weitere | Wertungs- punkte |
| -- | ------------------------- | ------ | ---- | --------- | --------- | -------- | ------ | --------- | ---------- | ------------------ | ------- | ---------------- |
| 1  | Isabell Werth             | —      | —    | 17        | —         | 20       | —      | 20        | 20         | —                  | —       | 77               |
| 2  | Hans Peter Minderhoud     | (11)   | —    | —         | 20        | (10)     | 17     | 13        | 20         |                    | —       | 70               |
| 3  | Jessica von Bredow-Werndl | —      | —    | (15)      | —         | 15       | —      | 17        | 17         | —                  | 17      | 66               |
| 4  | Patrik Kittel             | —      | 17   | —         | 17        | —        | —      | (11)      | 11         | —                  | 20      | 65               |
| 5  | Tinne Vilhelmson Silfvén  | —      | —    | —         | 12        | —        | 13     | —         | —          | —                  | 30      | 55               |
| 5  | Beatriz Ferrer-Salat      | —      | 20   | 20        | —         | —        | —      | —         | —          | 15                 | —       | 55               |
| 7  | Marcela Krinke Susmelj    | —      | 13   | 8         | —         | 11       | —      | —         | (8)        | —                  | 20      | 52               |
| 8  | Agnete Kirk Thinggaard    | 15     | —    | —         | 13        | —        | 12     | (4)       | (4)        | 11                 | —       | 51               |
| 9  | Diederik van Silfhout     | —      | —    | 12        | —         | —        | 6      | 15        | —          | 17                 | —       | 50               |
| 9  | Fabienne Lütkemeier       | —      | 15   | 13        | 10        | —        | —      | —         | 12         | —                  | —       | 50               |
| 11 | Edward Gal                | 20     | —    | —         | —         | 17       | —      | 12        | —          | —                  | —       | 49               |
| 12 | Inna Lohutenkowa          | —      | —    | —         | 4         | —        | 5      | —         | (2)        | —                  | 30      | 39               |
| 13 | Judy Reynolds             | 12     | 12   | —         | —         | —        | 9      | —         | 5          | —                  | —       | 38               |
| 14 | Gonçalo Carvalho          | 9      | 10   | 9         | —         | 9        | (8)    | —         | —          | —                  | —       | 37               |

(Plätze eins bis 14)

## Weltcupfinale
Austragungsort des Weltcupfinals der Dressurreiter ist das schwedische Göteborg. Erneut wird ein gemeinsames Finalturnier mit den Springreitern durchführt, diese wird bereits vom 23. bis 28. März 2016 ausgerichtet.